# Bergman (herb szlachecki)
Bergman (Bergmann) – polski herb szlachecki z indygenatu.

## Opis herbu
Opis zgodnie z klasycznymi regułami blazonowania:
Na tarczy dwudzielnej w słup w polu prawym, złotym dziki mąż bez zarostu w przepasce z liści i wieńcu zielonym, trzymający w uniesionej prawicy młot górniczy. W polu lewym, błękitnym sylwetka góry srebrnej. 
Klejnot: Dziki mąż jak w godle, między dwoma rogami myśliwskimi – prawym błękitnym, lewym złotym. 
Labry: błękitne, podbite złotem.

### Historia herbu
Zatwierdzony w 1685 r. indygenatem dla Grzegorza Bergmanna, sekretarza królewskiego.

## Herbowni
Bergman – Bergmann.